# Friedrich Schmid (Pfarrer)

Friedrich Schmid gegen Ende seines Lebens

Friedrich Schmid (* 6. September 1807 in Walddorf; † 18. August 1883 in Ann Arbor) war ein deutschamerikanischer lutherischer Pfarrer und Missionar.

## Leben und Familie
Friedrich Schmid war der Sohn von Friedrich und Anna Schmid, geb. Pfeiffle. Im März 1828 trat Schmid in das pietistische Basler Missionshaus ein und empfing, nach fünfjähriger Ausbildung, am 8. April 1833 in Lörrach seine Ordination als Prediger. Das Direktorium der Basler Mission hatte zu dieser Zeit ein Gesuch aus Ann Arbor im US-Bundesstaat Michigan erhalten und beschloss, Friedrich Schmidt dorthin zu entsenden. Am 8. Juni 1833 schiffte sich Schmid von Le Havre aus in die USA ein und traf im August des Jahres in Detroit ein. Von dort begab er sich zu Fuß nach Ann Arbor, wo er am 26. August 1833 den ersten deutschen Gottesdienst abhielt. Bis Dezember 1833 wurde unter seiner Regie eine erste lutherische Kapelle etwa drei Meilen westlich von Ann Arbor im Dorf Scio errichtet, die den Namen Zionskirche erhielt.
1845 wurde unter seiner Führung mit dem Bau einer Kirche in Ann Arbor selbst begonnen, der 1849 fertiggestellt wurde. Diese Kirche erhielt den Namen Bethlehems-Kirche. Auch an anderen Orten in Washtenaw County entstanden unter der Führung von Schmid lutherische Gemeinden und Kirchen, und darüber hinaus an zahlreichen weiteren Orten in Michigan, darunter in Monroe, Ypsilanti, Plymouth, Lansing, Grand Rapids, Saginaw und Sebewaing. Nach 38-jähriger Tätigkeit musste Friedrich Schmid 1871 aus gesundheitlichen Gründen sein Amt als Pfarrer niederlegen.

Das Erste Versammlungshaus (d. h. Kapelle) der Deutschen in Michigan von 1833, aufgenommen 1881. Zur Verfügung gestellt von der Washtenaw County Historical Society.

Friedrich Schmid heiratete in Michigan am 4. September 1834 die deutsche Einwanderin Louise Mann. Das Ehepaar hatte sechs Söhne und sechs Töchter. Louise Schmid starb am 10. März 1899. Ein Sohn der Schmids, ebenfalls Friedrich Schmid genannt, veröffentlichte 1908 in Detroit (auf Deutsch) eine kurze Lebensgeschichte seines Vaters.